# Sommer-Paralympics 2008/Teilnehmer (Rumänien)
| stlisierte Goldmedaille | stlisierte Silbermedaille | stlisierte Bronzemedaille |
| ----------------------- | ------------------------- | ------------------------- |
| —                       | 1                         | —                         |

 Rumänien nahm mit fünf Sportlern an den Sommer-Paralympics 2008 im chinesischen Peking teil.
Fahnenträger bei der Eröffnungsfeier war Carol Eduard Novak. Er gewann auch die einzige Medaille für das rumänische Team; im Einzelzeitfahren der Klasse LC2 gewann er die Silbermedaille.

## Teilnehmer nach Sportarten

### Powerlifting (Bankdrücken)
Frauen
- Corina Viorica Custura

### Radsport
Männer
- Arnold Csaba Butu
- Carol Eduard Novak, 1×  (Einzelzeitfahren, Klasse LC2)
- Lehel Ruzsa

### Rollstuhltennis
Frauen
- Crina Steliana Tugui